# Хокејашка лига Србије 2007/08.
Хокејашка лига Србије 2008/09. је било друго такмичење организовано под овим именом од стране Хокејашког савеза Србије. У лиги је учествовало пет клубова.

## Систем такмичења
У регуларном делу сезоне сваки клуб је играо 24 меча. Најбоља четири клуба пласирала су се у плеј оф. У полуфиналу плеј офа се играло на два добијена меча, а у финалу на три добијена меча.
Шампион је постао Партизан. То је клубу била друга титула у Хокејашкој лиги Србије, а укупно дванаеста рачунајући и Прву лигу Југославије, Хокејашку лигу СР Југославије и Хокејашку лигу Србије и Црне Горе.

## Клубови
| Клуб          | Град         | Арена                  | Капацитет | Основан |
| ------------- | ------------ | ---------------------- | --------- | ------- |
| Партизан      | Београд      | Ледена дворана Пионир  | 2000      | 1948    |
| Црвена звезда | Београд      | Ледена дворана Пионир  | 2000      | 1946    |
| Војводина     | Нови Сад     | СПЕНС                  | 1000      | 1957    |
| Нови Сад      | Нови Сад     | СПЕНС                  | 1000      | 1998    |
| Беостар       | Нови Београд | Ледена дворана Пингвин | 1000      | 2006    |

## Табела
| #  | Клуб          | ИГ | Д  | ДП | ИЗП | ИЗ | ГД  | ГП | Б  |
| -- | ------------- | -- | -- | -- | --- | -- | --- | -- | -- |
| 1. | Партизан      | 24 | 16 | 2  | 1   | 5  | 103 | 64 | 53 |
| 2. | Нови Сад      | 24 | 13 | 3  | 1   | 7  | 102 | 77 | 46 |
| 3. | Војводина     | 24 | 19 | 1  | 4   | 9  | 73  | 69 | 36 |
| 4. | Црвена звезда | 24 | 7  | 4  | 0   | 12 | 74  | 90 | 29 |
| 5. | Беостар       | 24 | 4  | 0  | 4   | 16 | 45  | 97 | 16 |

ИГ = одиграо, Д = победио, ДП = Победа у продужетку, ИЗП = Пораз у продужетку, ИЗ = изгубио, ГД = голова дао, ГП = голова примио, Б = бодова

## Плеј оф

### Полуфинале
Партизан - Црвена звезда 2:1
- Партизан - Црвена звезда 4:5 пен.(2:2,2:2,0:0,0:0,0:1)
- Црвена звезда – Партизан 2:5 (2:1,0:2,0:2)
- Партизан - Црвена звезда 3:2 (2:1,1:0,0:1)

Нови Сад - Војводина 2-1
- Нови Сад– Војводина 5:6 (2:1,0:4,3:1)
- Војводина - Нови Сад 3:5 (1:1,1:2,1:2)
- Нови Сад – Војводина 3:1 (0:0,0:1,3:0)

### За треће место
Војводина - Црвена звезда 1:2
- Војводина - Црвена звезда 3:1 (0:0,1:1,2:0)
- Црвена звезда – Војводина 4:2 (1:1,1:1,2:0)
- Војводина - Црвена звезда 2:3 пен.(2:1,0:1,0:0,0:0,1:2)

### Финале
Партизан - Нови Сад 3:0
- Партизан - Нови Сад 7:4 (4:3,1:0,2:1)
- Нови Сад – Партизан 3:4 (3:1,0:2,0:1)
- Партизан - Нови Сад 7:4 (2:1,2:1,3:2)

| Првак Хокејашке лиге Србије 2007/08. |
| ------------------------------------ |
| ХК Партизан 2. титула.               |

1. ↑  Укупно дванаеста титула ХК Партизана, рачунајући трофеје освојене у СФРЈ, СРЈ и СЦГ.